# Otzelotzi
El Otzelotzi es uno de los volcanes más meridionales del Eje Neovolcánico en la zona de Puebla, y coincide en paralelos con la línea que parte desde el Cofre del Perote hasta el Citlaltépetl y el Atlitzin, aunque estos últimos se encuentran a 45 km de distancia. Desafortunadamente no existe nada publicado en relación con el Otzelotzi, si bien el geólogo Agustín Ruiz Violante, quien ha estudiado las rocas sedimentarias de la región, afirma que su formación es cuaternaria, por lo que su existencia tal vez se remonte tan sólo a varias decenas de miles de años.
Ubicación geográfica: 18º35'55.7"N; 97º15'25.4"O con 3100 Metros sobre el nivel del mar.
- Datos: Q6054777